# Régiment du Roi cavalerie
Pour les articles homonymes, voir régiment du Roi et régiment de Condé.
Le régiment du Roi cavalerie est un régiment de cavalerie du royaume de France créé en 1635 sous le nom de régiment des dragons du Cardinal puis renommé en 1638 régiment des fusiliers à cheval de Son Éminence. Il est alors communément appelé le « régiment de son Eminence » ce qui permet de le distinguer du régiment Cardinal-Duc cavalerie qui devient pour sa part le régiment Royal cavalerie à la mort du cardinal de Richelieu, alors que le « régiment de son Eminence », devient de son côté le régiment des fusiliers à cheval du Roi puis dès 1646, régiment du Roi cavalerie. Devenu sous la Révolution le 6e régiment de cavalerie il existe à partir du Premier Empire sous le nom le 6e régiment de cuirassiers.

## Création et différentes dénominations
- 1635 : création du régiment des dragons du Cardinal
- 30 juillet 1636 : le régiment est supprimé
- 20 janvier 1638 : rétabli sous le nom de régiment des fusiliers à cheval de Son Éminence
- 1er août 1643 : renommé régiment des fusiliers à cheval du Roi
- 16 février 1646 : transformé en cavalerie ordinaire, et renommé régiment du Roi cavalerie
- 1761 : renforcé par incorporation du régiment d’Archiac cavalerie
- 1er janvier 1791 : renommé 6e régiment de cavalerie
- 1er janvier 1805 : renommé 6e régiment de cuirassiers
- 1814 : renommé 6e régiment de cuirassiers de Condé
- 1815 (Cent-Jours) : renommé 6e régiment de cuirassiers
- 1815 : licencié

## Équipement

### Drapeaux
6 étendards « de soye bleue, Soleil au milieu & fleurs de lys brodées d’or & devise du Roi, Nec pluribus impar, frangez d’or ».

Étendard du régiment du Roi cavalerie
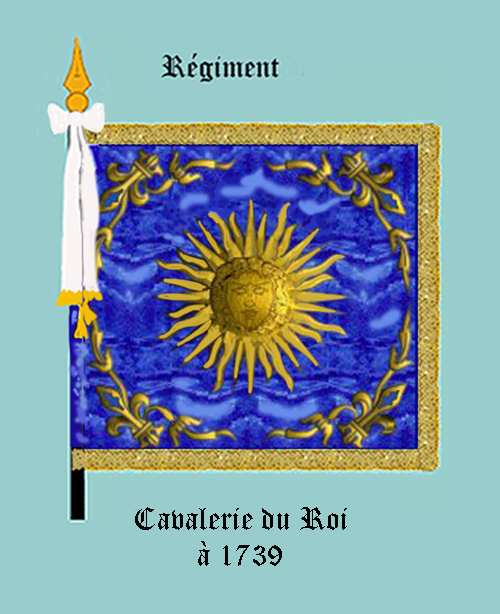
à 1739 avers
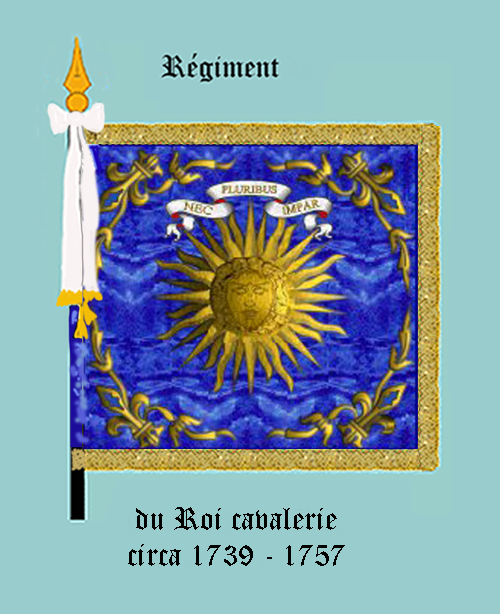
de 1739 à environ 1757 avers
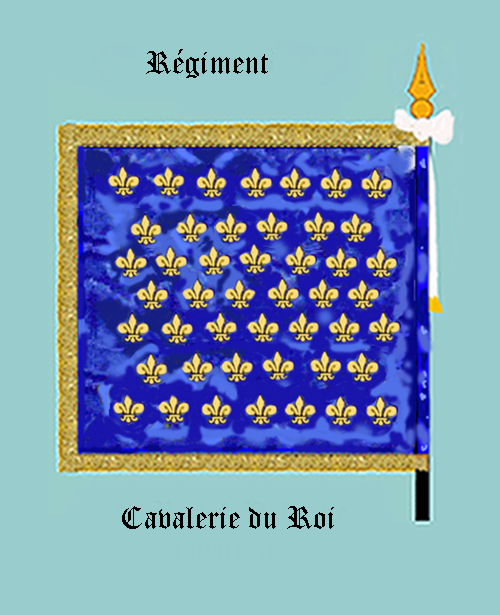
de 1739 à environ 1757 revers

### Habillement

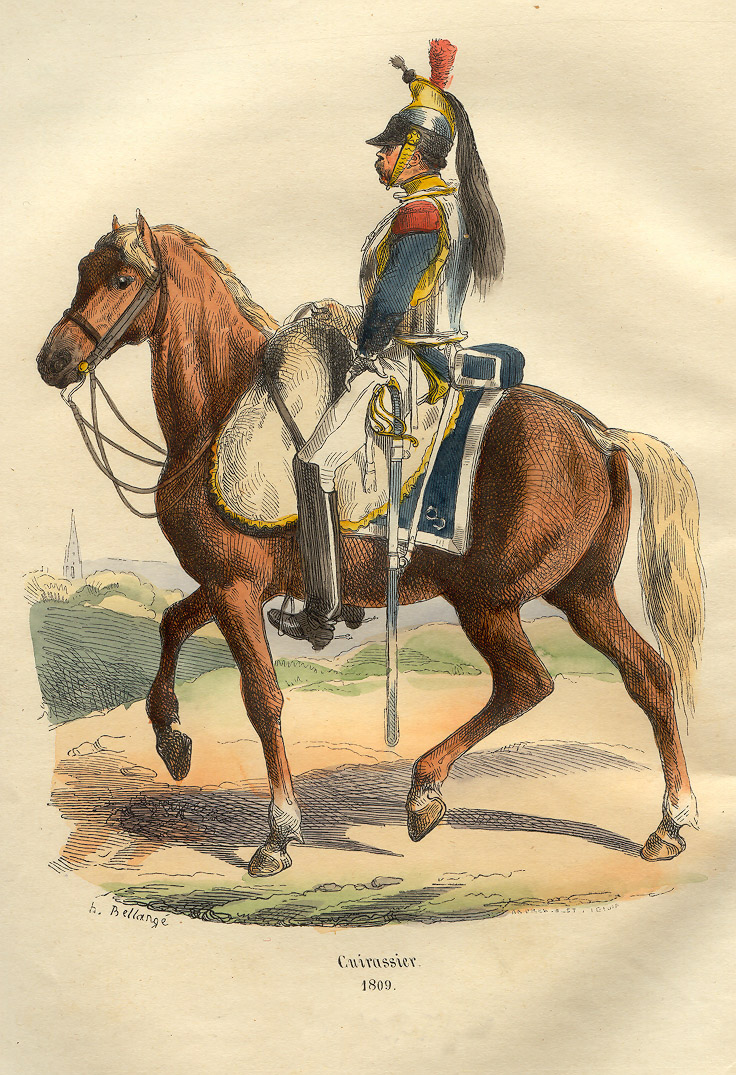
Cuirassier en 1809, gravure de Bellangé illustrant l’Histoire de Napoléon de Laurent de l’Ardèche, 1843.

Uniformes
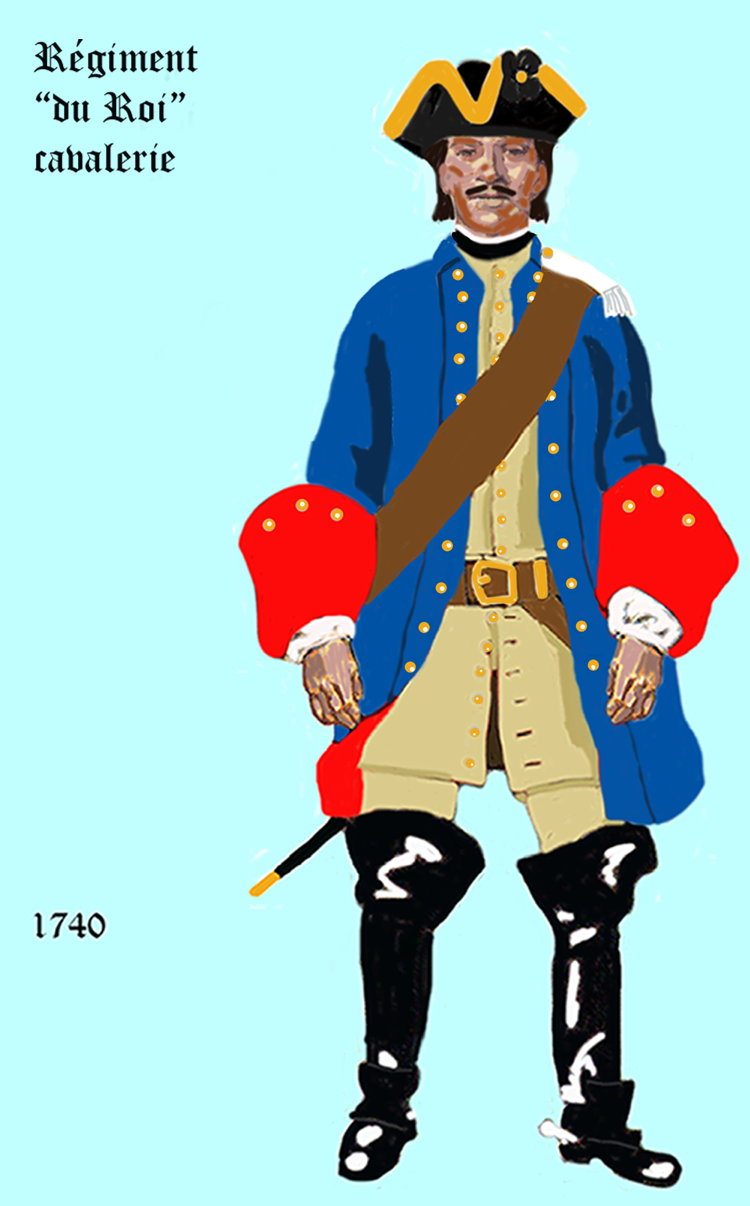
régiment du Roi cavalerie de 1740 à 1757
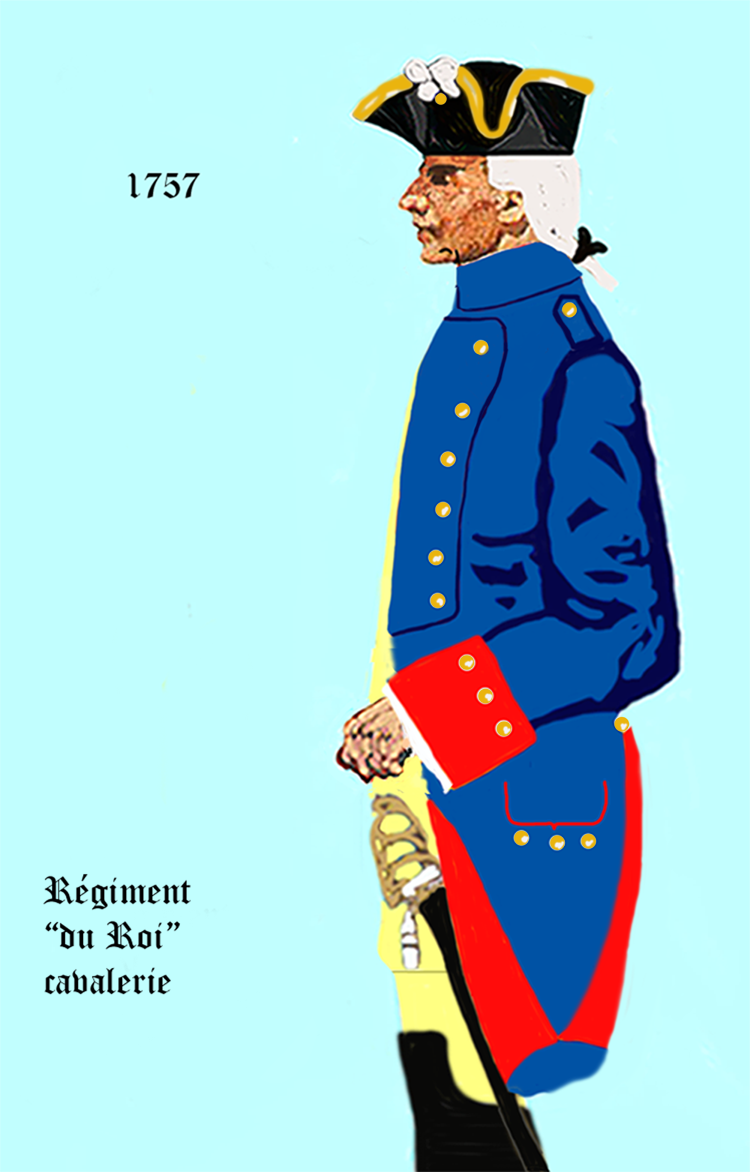
régiment du Roi cavalerie de 1757 à 1762
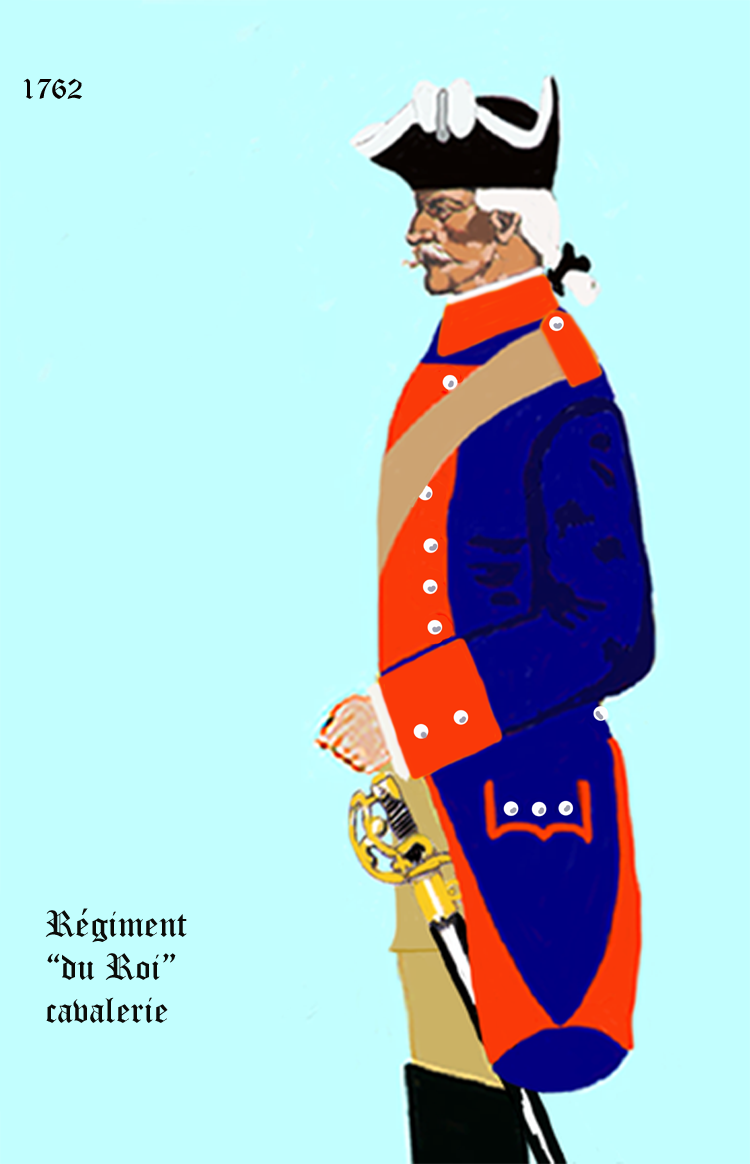
régiment du Roi cavalerie de 1762 à 1767
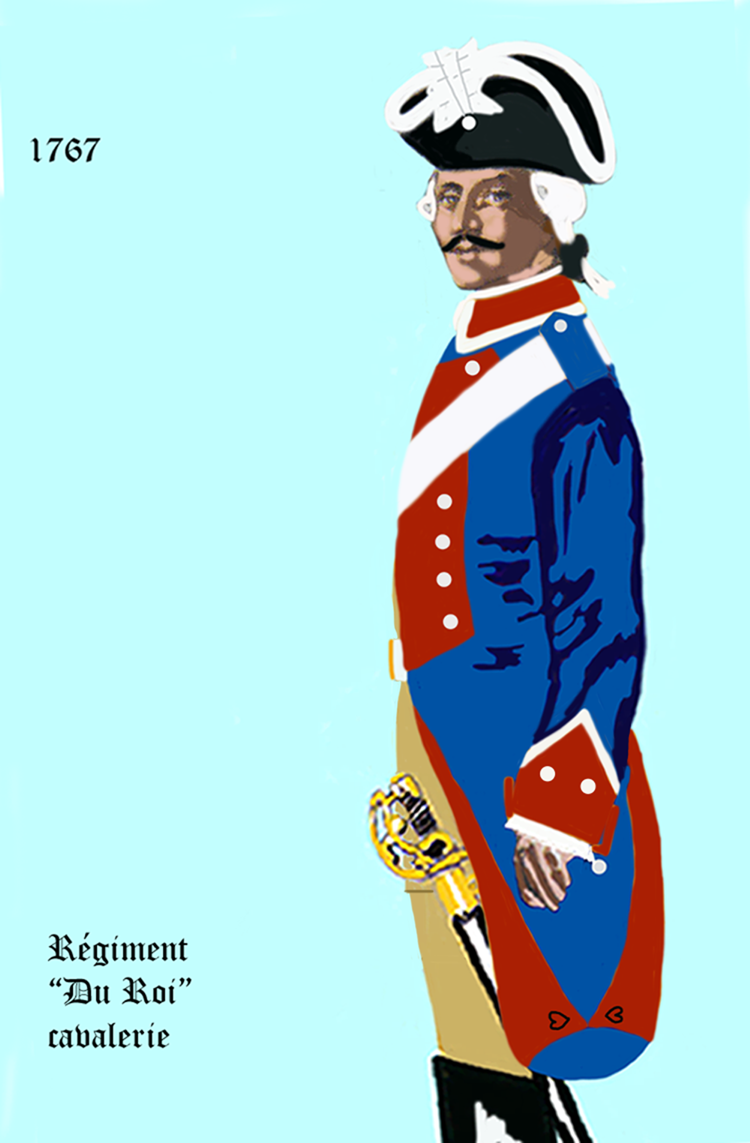
régiment du Roi cavalerie de 1767 à 1776

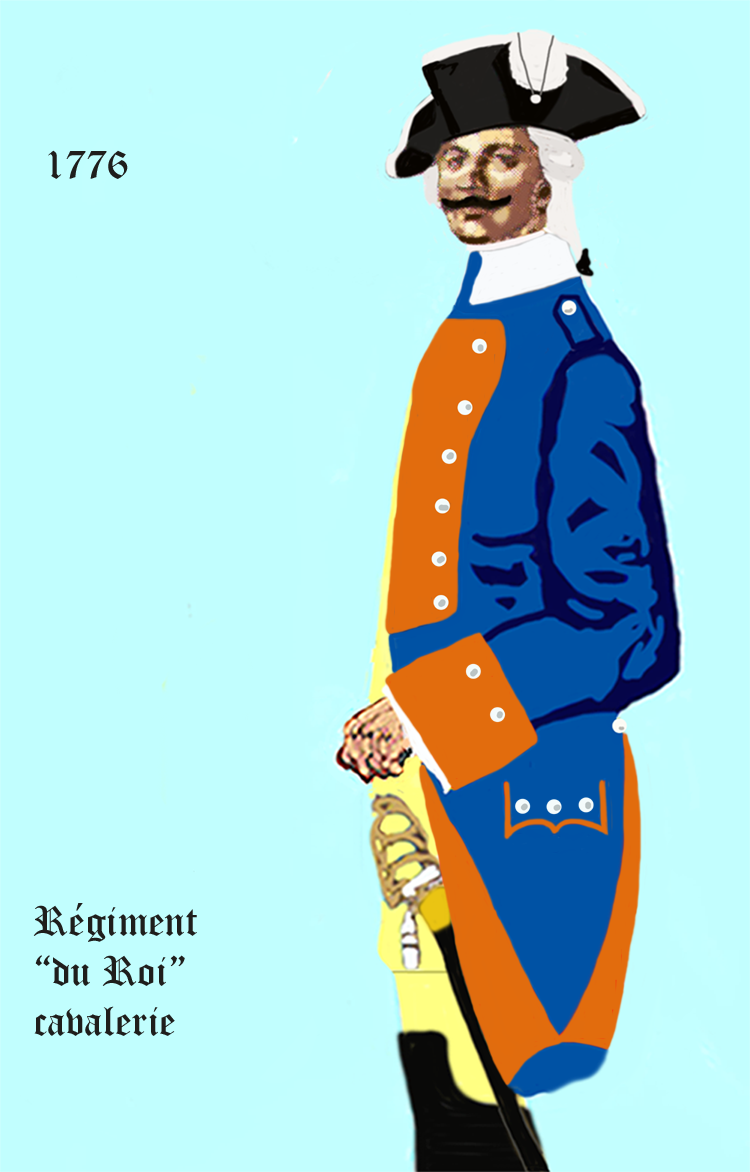
régiment du Roi cavalerie de 1776 à 1779
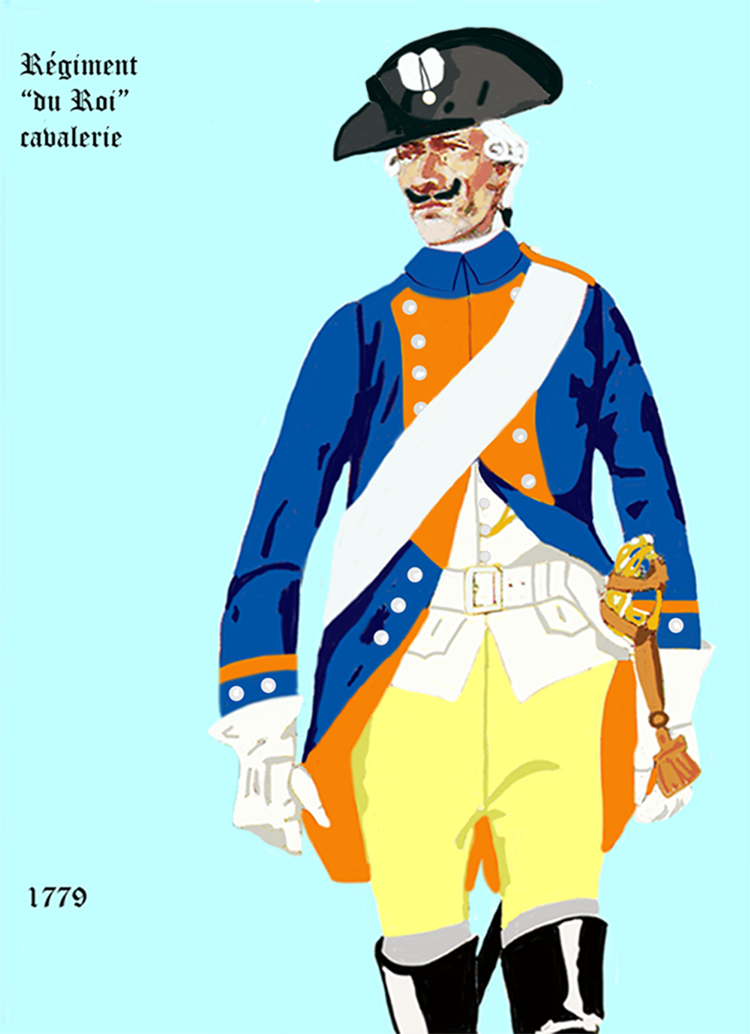
régiment du Roi cavalerie de 1779 à 1786
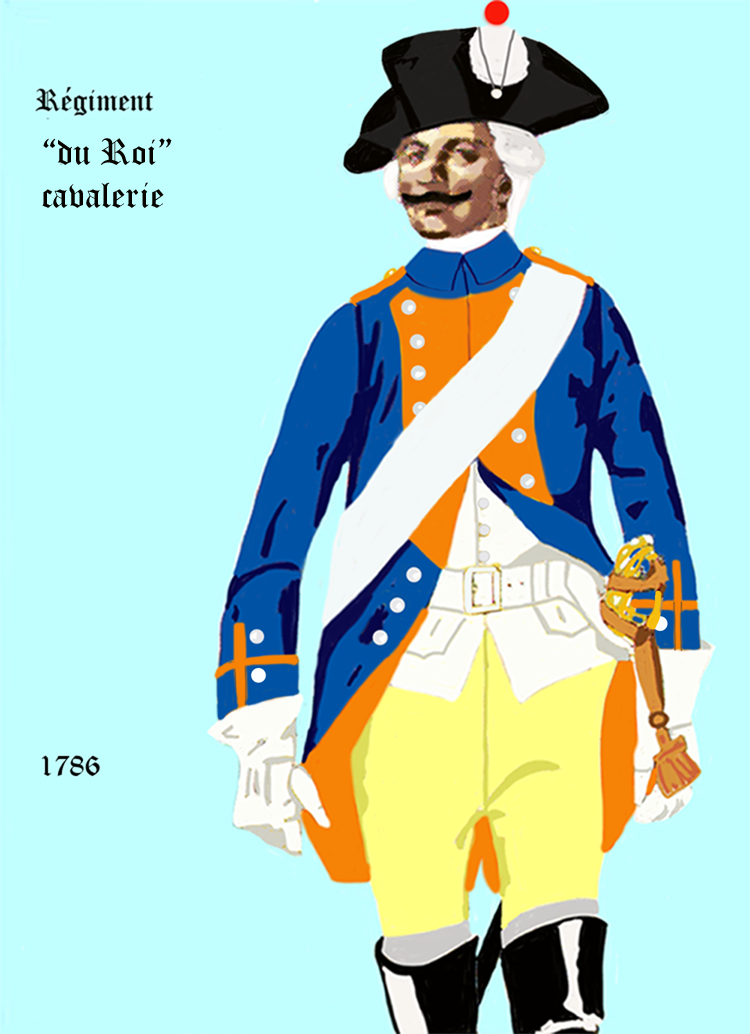
régiment du Roi cavalerie de 1786 à 1791
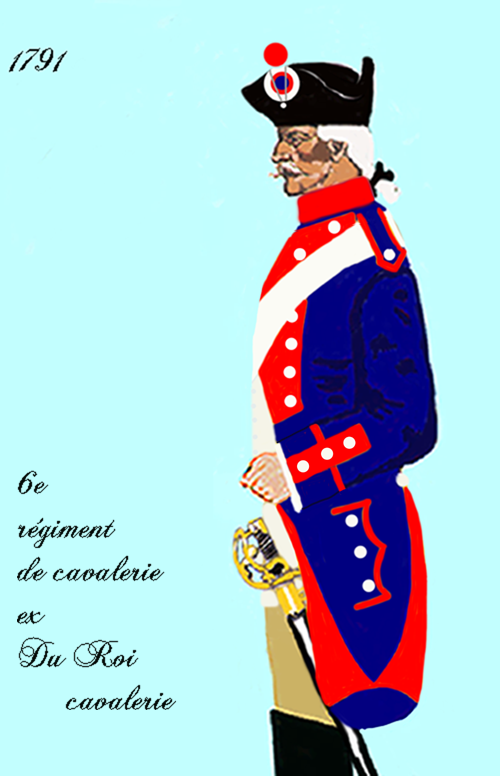
6e régiment de cavalerie à partir de 1791

## Historique

### Mestres de camp-lieutenants et colonels
- 27 mai 1635 : Joachim, comte de Quincé, maréchal de camp le 6 février 1642, lieutenant-général le 18 avril 1650, † novembre 1659
- 24 janvier 1638 : N. des Roches Saint-Quentin
- 1638 : N. de Moisson
- novembre 1640 : Louis de Sailly de La Mothe Saint-Cyr
- 1642 : Timoléon de Séricourt, marquis d’Esclainvilliers
- 15 octobre 1645 : Louis de Sailly de La Mothe Saint-Cyr
- 1649 : N. de Campférand
- 15 février  1659 : Louis Victor de Rochechouart, comte  de Vivonne, maréchal de France en 1675
- avril 1666 : N. de Goyon-Matignon, comte de Thorigny
- 1672 : N. de Cossart, marquis d'Espies
- 1676 : N. de Goyon, marquis de Matignon
- 168? : N., comte de Vienne
- 20 janvier 1694 : François Marie, duc de Broglie, brigadier le 23 décembre 1702, maréchal de camp le 26 octobre 1704, lieutenant-général le 29 mars 1710, maréchal de France le 14 juin 1734, † 22 mai 1745
- 24 novembre 1705 : Jean de Faret de Montfrain, marquis de Fournès
- 20 février 1734 : Henri de Faret de Montfrain, comte de Fournès
- 26 mars 1744 : Charles Eugène Gabriel de La Croix, marquis de Castries, maréchal de France en 1783
- 9 juin 1748 : N. de Goyon-Matignon, comte de Gacé
- 1760 : Louis Gaucher, duc de Châtillon
- 1er décembre 1762 : Armand Joseph de Béthune, duc de Charost
- 3 janvier 1770 : Armand Jules François, comte de Polignac
- 13 mai 1785 : Amable Charles Hennequin, vicomte d’Ecquevilly
- 15 septembre 1791 : Charles François Marie Joseph de Dorthan
- 21 octobre 1791 : Balthazar Martin Just Laugier de Beaurecueil
- 23 mars 1792 : Jean-Benoît Ducos de La Hitte
- 7 juin 1792 : Joseph Gabriel du Verger
- 1er septembre 1792 : Jacques Marie Joseph Conigliano de Clarenthal
- 8 mars 1793 : Jean Charles Tardieu
- 3 juin 1794 : Gabriel Pelletier
- 2 janvier 1799 : Léonard Cacatte
- 22 février 1805 : Archange Louis Rioult d’Avenay
- 25 juin 1807 : François Charles Jean Pierre Marie d'Avrange d’Haugéranville
- 6 août 1811 : Isidore Martin

### Campagnes et batailles
Ce régiment est l'un des douze que le cardinal de Richelieu organisa le 16 mai 1635 dans le cadre de la guerre franco-espagnole. Comme pour chacun des autres, il voulut en être le chef.
À la mort du cardinal, le 4 décembre 1642, le régiment des Fusiliers à cheval de Son Éminence devient la propriété du roi et change de nom devenant le Roi Cavalerie et de mestre de camp-lieutenant. Son nouveau chef, le marquis d’Esclainvilliers, le commande à Rocroi et à Thionville en 1643. Une ordonnance du 1er août 1643 lui donne le titre de Fusiliers à cheval du Roi.  
- Guerre de Succession d'Espagne

15 novembre 1703 : bataille de Spire
- Guerre de Succession d'Autriche

11 mai 1745 : bataille de Fontenoy
- 15 décembre 1650 : bataille de Rethel

- 1760: Bataille de Corbach

Le 6e régiment de cavalerie a fait les campagnes de 1792 à 1794 à l’armée du Nord.
Le 6e régiment de cuirassiers a fait les campagnes de l’an XIII à 1806 à l’armée d’Italie ; 1807 et 1808 au 3e corps de réserve de la Grande Armée ; 1809 et 1810 au corps de cavalerie de réserve de l’armée d’Allemagne ; 1811 au camp d’Utrecht ; 1812 au corps d’observation de l’Elbe ; 1813 et 1814 au 1er corps de cavalerie (Hambourg) ; 1815 à la 3e division de réserve de cavalerie.
Le fond du 6e régiment de cuirassiers a été versé au commencement de 1816 dans le 2e régiment de cuirassiers du Dauphin, qui a également reçu le fond du 12e, ex Dauphin cavalerie.

### Quartiers
- Phalsbourg et Sarrebourg[1]

## Personnalités ayant servi au régiment
- Guillaume de Touchebœuf, porte-étendard au régiment du roi-cavalerie en 1763